# Nordica (flygbolag)
AS Nordic Aviation Group eller Nordica är ett statligt ägt estländskt flygbolag med huvudkontor i Tallinn. Flygbolaget har sin bas på Tallinns internationella flygplats och grundades 2015 efter det tidigare estländska huvudflygbolaget Estonian Airs konkurs. Nordica använder sig av LOT Polish Airlines, en medlem av Star Alliance, för sin kommersiella försäljning.  Nordica planerar att hösten 2017 börja operera fyra stycken ATR 72 i SASs färger för  flygningar till bland annat Köpenhamn. 

## Historia
Flygbolaget grundades 25 september 2015 genom ett beslut av den estländska regeringen, efter det tidigare nationella flygbolaget gått i konkurs. Flygningarna startade den 8 november 2015 med att den första flighten avgick från Tallinn till Amsterdam. Det var den första estländska flygningen till Amsterdam sedan 20 januari 2016. 
Den 30 mars 2016 tillkännagavs namnet Nordica på det nya flygbolaget.
Under det första året av flygbolagets flygningar opererade det slovenska flygbolaget Adria Airways de flesta av Nordicas flygningar medan Nordica byggde upp sin egen flotta och besättning. 19 november 2016 skrev Nordica under ett strategiskt samarbete med LOT Polish Airlines och använder dess försäljningssystem, kommersiella plattform och flight code.

## Destinationer
Nordica har följande resmål i mars 2017.
|  | Vintersäsong |
|  | Avslutad     |
|  | Sommarsäsong |
|  | Framtida     |

| Stad             | Land           | IATA | ICAO | Flygplats                           | Flygstart                 | Flygslut                         | Noteringar                                                                       |
| ---------------- | -------------- | ---- | ---- | ----------------------------------- | ------------------------- | -------------------------------- | -------------------------------------------------------------------------------- |
| Amsterdam        | Nederländerna  | AMS  | EHAM | Amsterdam Schiphol                  | 8 november 2015           | flyger fortsatt                  | -                                                                                |
| Berlin           | Tyskland       | TXL  | EDDT | Berlin-Tegel                        | 29 mars 2016              | -                                |                                                                                  |
| Bryssel          | Belgien        | BRU  | EBBR | Bryssel-Zaventems flygplats         | 8 november 2015           | flyger fortsatt                  | -                                                                                |
| Köpenhamn        | Danmark        | CPH  | EKCH | Kastrup                             | 8 november 2015           | flyger fortsatt                  | Flyger endast till Groningen och Örebro                                          |
| Edinburgh        | Storbritannien | EDI  | EGPH | Edinburgh Airport                   | planerad till 28 maj 2016 | Avbruten innan jungfruflygningen | -                                                                                |
| Göteborg         | Sverige        | GOT  | ESGG | Göteborg Landvetter Airport         | august 2017               | -                                |                                                                                  |
| Groningen        | Nederländerna  | GRQ  | EHGG | Groningen-Eeldes flygplats          | 19 september 2016         | flyger fortsatt                  | Flyger endast till Köpenhamn                                                     |
| Hamburg          | Tyskland       | HAM  | EDDH | Hamburg Airport                     | 16 maj 2017               | -                                |                                                                                  |
| Kaunas           | Litauen        | KUN  | EYKA | Kaunas Airport                      | sommar 2017               | sommar 2017                      | Flyger endast hit under sommaren 2017 på grund av byggnation i Vilnius flygplats |
| Kiev             | Ukraina        | KBP  | UKBB | Boryspils internationella flygplats | 8 november 2015           | flyger fortsatt                  | -                                                                                |
| München          | Tyskland       | MUC  | EDDM | München flygplats                   | 19 december 2015          | flyger fortsatt                  | -                                                                                |
| Nice             | Frankrike      | NCE  | LFMN | Nice Côte d'Azurs flygplats         | 16 april 2016             | -                                | -                                                                                |
| Odessa           | Ukraina        | ODS  | UKOO | Odessas internationella flygplats   | 28 may 2016               | -                                | -                                                                                |
| Örebro           | Sverige        | ORB  | ESOE | Örebro Airport                      | 8 november 2015           | flyger fortsatt                  | Flyger endast till Köpenhamn                                                     |
| Oslo             | Norge          | OSL  | ENGM | Gardermoen                          | 8 november 2015           | flyger fortsatt                  | -                                                                                |
| Paris            | Frankrike      | CDG  | LFPG | Charles de Gaulle Airport           | 27 mars 2016              | 31 oktober 2016                  |                                                                                  |
| Rijeka           | Kroatien       | RJK  | LDRI | Rijeka Airport                      | 4 juni 2016               | -                                | -                                                                                |
| Saint Petersburg | Ryssland       | LED  | ULLI | Pulkovos internationella flygplats  | 15 maj 2017               | -                                | -                                                                                |
| Split            | Kroatien       | SPU  | LDSP | Split Airport                       | 17 april 2016             | -                                | -                                                                                |
| Stockholm        | Sverige        | ARN  | ESSA | Stockholm Arlanda Airport           | 8 november 2015           | flyger fortsatt                  | -                                                                                |
| Trondheim        | Norge          | TRD  | ENVA | Værnes                              | 8 november 2015           | flyger fortsatt                  | -                                                                                |
| Wien             | Österrike      | VIE  | LOWW | Vienna International Airport        | 27 mars 2016              | flyger fortsatt                  | -                                                                                |
| Vilnius          | Litauen        | VNO  | EYVI | Vilnius internationella flygplats   | 8 november 2015           | flyger fortsatt                  | -                                                                                |
| Warszawa         | Polen          | WAW  | EPWA | Warszawa-Frédéric Chopins flygplats | 19 november 2016          | -                                | -                                                                                |

## Flotta

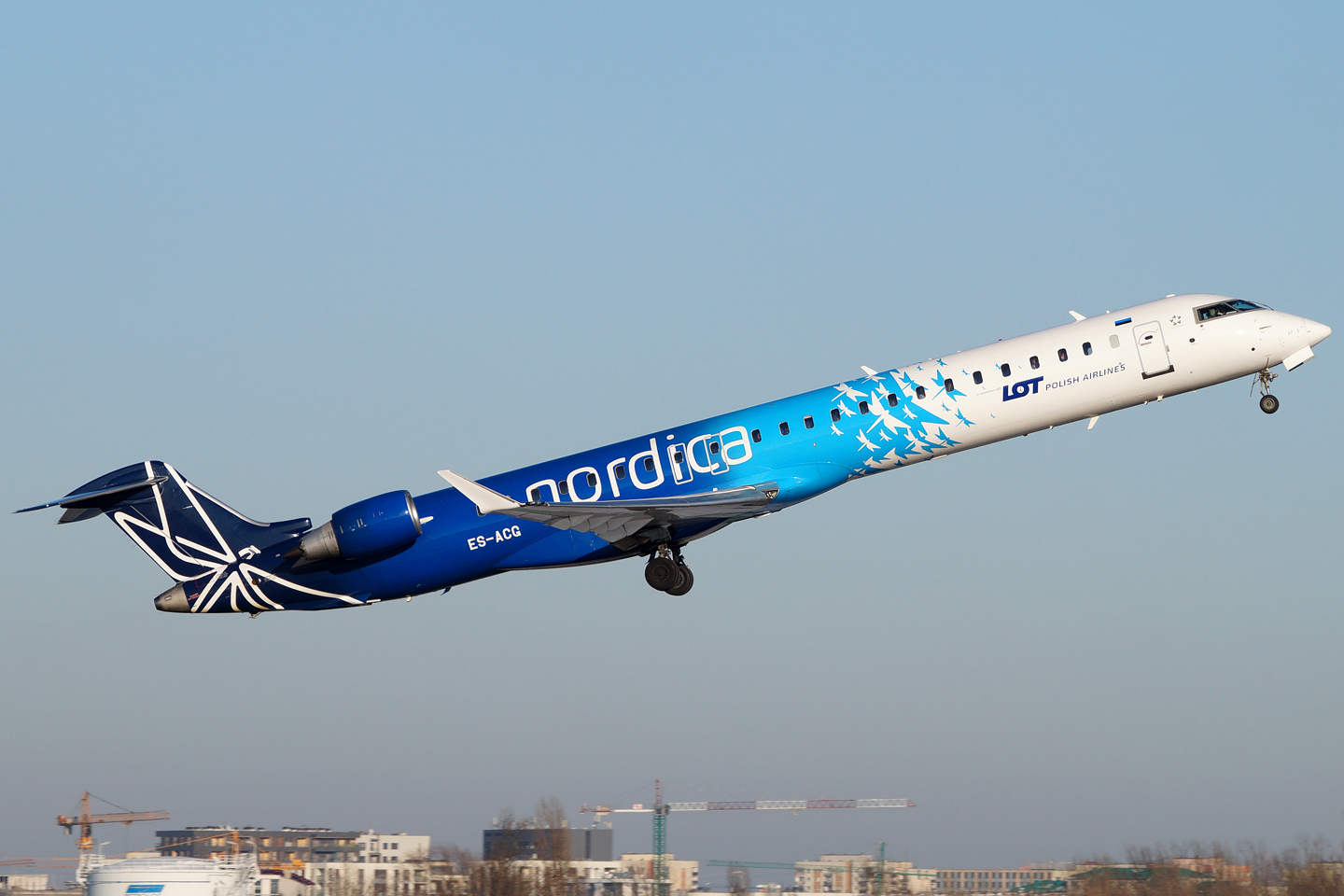
Nordica Bombardier CRJ900.

Nordica bygger för närvarande upp sin flotta. I maj 2016 bestod Nordicas flotta av följande flygplan: